# Мария Арагонская (1299—1316)
Мария Арагонская (кат. Maria d'Aragó i d'Anjou), (1299 — 1316?) — инфанта Арагона, дочь короля Арагона Хайме II Справедливого и Бланки Анжуйской, жена инфанта Кастилии Педро.

## Происхождение
Мария была дочерью короля Арагона Хайме II Справедливого и его второй жены Бланки Анжуйской. По отцовской линии приходилась внучкой Педро III Арагонскому, принявшему после Сицилийской вечерни корону Сицилии, и Констанции Гогенштауфен. По материнской линии была внучкой неаполитанского короля Карла II и Марии Венгерской.

## Брак и дети
Мария вышла замуж за кастильского инфанта и сеньора Риохи Педро. Они обвенчались в церкви Калатаюда Santa Maria la Major.
В 1315 году родилась их единственная дочь Бланка. В десятилетнем возрасте её выдали замуж за пятилетнего португальского принца Педру, но спустя 8 лет брак был аннулирован.

## Конец жизни
Согласно одним данным, Мария умерла в Сихене в 1316 году. Исходя из других источников, она скончалась в 1347 году в Барселоне. Педро Кастильский погиб в 1319 году в битве при Гранаде.

## Внешние ссылки
- Хайме II